# Стефанія Експрес
«Стефанія Експрес» — нічний швидкий нефірмовий поїзд формування Львівської залізниці № 44/43 сполученням Івано-Франківськ — Київ — Черкаси. Протяжність маршруту складає — 999 км.
На даний поїзд є можливість придбати електронний квиток.

## Історія

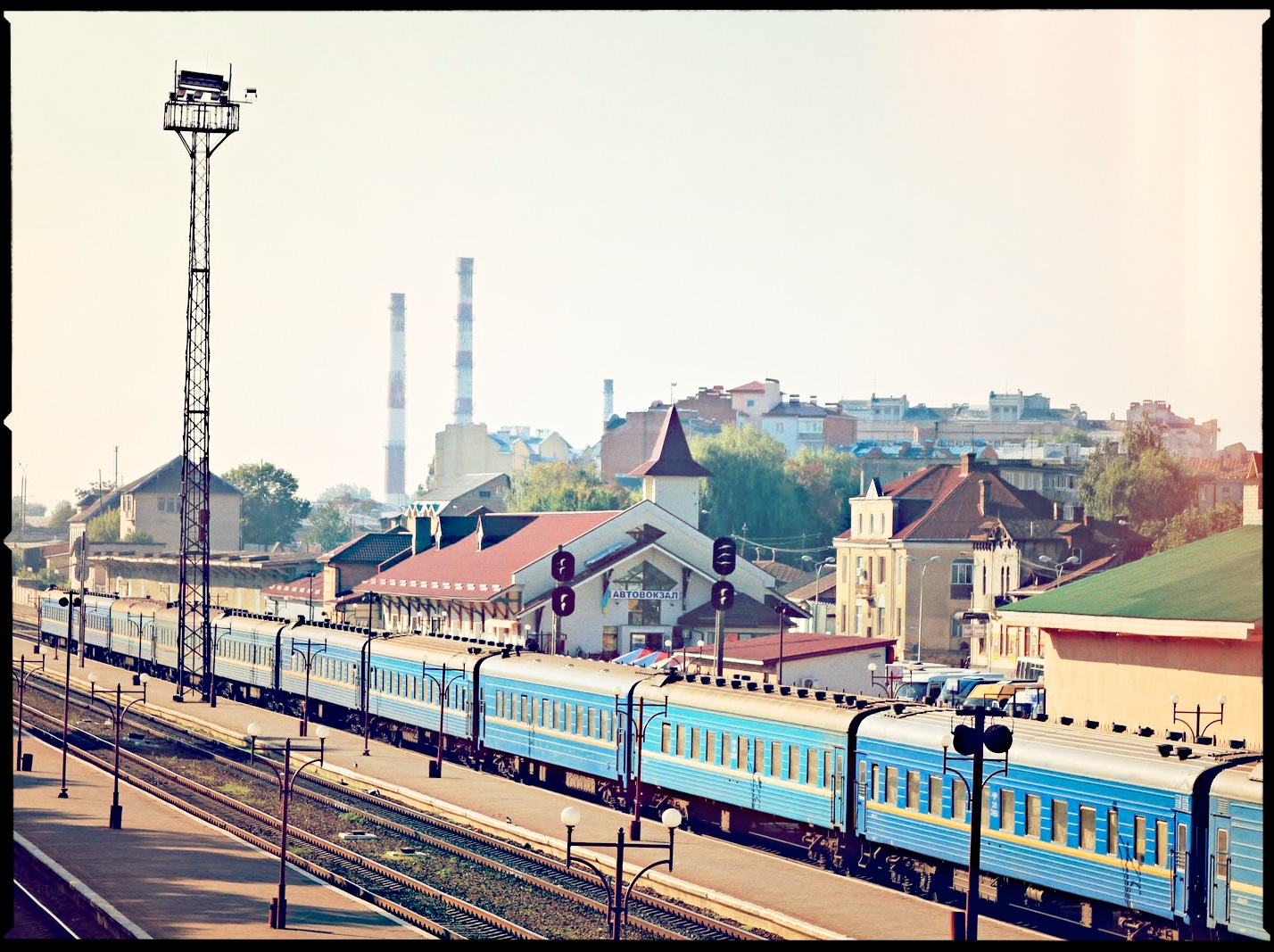
Поїзд на станції

З 21 грудня 2017 по 20 січня 2018 року маршрут руху поїзда був подовжений від станції Київ-Пасажирський до станції Чернігів.
Під час куротного сезону, з червня по вересень 2019 року, вперше поїзду було подовжено маршрут від станції Київ-Пасажирський до станції Бердянськ і курсував під № 243/244.
З 23 грудня 2019 по 13 січня 2020 року подовжено маршрут руху поїзда від станції Київ-Пасажирський до станції Дніпро-Головний під № 243/244.
З 18 березня 2020 року поїзд було тимчасово скасовано через пандемію COVID-19. З 15 серпня 2020 року відновлений рух поїзда за звичайним маршрутом.
З 31 серпня по 21 вересня 2020 року скорочено маршрут руху до станції Галич, після відновлення маршруту до станції Івано-Франківськ, з 19 жовтня знову був скорочений до станції Галич.
З 3 по 9 березня, крім 6 березня, 2021 року поїзд курсує щоденно, але зазвичай курсує щоденно. Через погіршення епідеміологічної ситуації з COVID-19 і попадання регіону у «червону зону», замість нього запустили поїзд № 119/120 Запоріжжя — Львів
З 7 березня по 11 квітня 2021 року через потрапляння Івано-Франківської області у «червону зону», маршрут руху поїзда було скорочено до станції Ходорів.
З 1 липня по 29 серпня 2021 року «Укрзалізниця» змінила маршрут руху потяга під час курортного сезону, що дало змогу прямого залізничного сполучення між Івано-Франківськом та Чернігівом. Час в дорозі складав близько 15 годин.
З 15 травня 2022 року було змінено назву  поїзду на «Стефанія Експрес». На станціях Київ-Пасажирський, Калуш та  Івано-Франківськ по прибутті поїзда лунає пісня гурту «Kalush Orchestra» — «Стефанія», виконання якої здобуло перемогу на 66-му пісенному конкурсі «Євробачення-2022», отримавши 631 бал. В «Укрзалізниці» зазначено, що це перший у світі поїзд, названий на честь мами — матері соліста гурту «Kalush Orchestra» Олега Псюка, який присвятив пісню саме їй. Про рішення надати іменну назву «Стефанія Експрес» поїзду № 43/44 сполученням  Київ — Івано-Франківськ  повідомив керівник АТ «Укрзалізниця» Олександр Камишін:
|  | «Поїзд № 43/44 Київ — Івано-Франківськ в розкладі 2022 року офіційно стане «Стефанія Експресом». Вокзали Києва, Калуша, та Франківська будуть вітати цей поїзд піснею «Стефанія». До речі, це буде перший у світі поїзд, названий в честь мами», — зазначив Олександр Камишін. |

За рішенням «Укрзалізниці» поїзд  сполученням Київ — Івано-Франківськ під іменною назвою «Стефанія Експрес» буде курсувати впродовж року.
З 10 червня 2023 року подовжено маршрут руху поїзда від станції Київ-Пасажирський до станції Черкаси.

## Інформація про курсування
Поїзд «Стефанія Експрес» курсує цілий рік, щоденно. На маршруті прямування зупиняється на 15 проміжних станціях. Також здійснює технічні зупинки при прямуванні у напрямку Києва на станціях Ямниця, Омелянівка, у зворотному напрямку — на станціях Вірівка, Колодянка.
| Розклад руху поїзда (з 13.12.2020) | Розклад руху поїзда (з 13.12.2020) | Розклад руху поїзда (з 13.12.2020) | Розклад руху поїзда (з 13.12.2020) | Розклад руху поїзда (з 13.12.2020) |
| Час прибуття                       | Час відправлення                   | Станція                            | Час прибуття                       | Час відправлення                   |
| ---------------------------------- | ---------------------------------- | ---------------------------------- | ---------------------------------- | ---------------------------------- |
| —                                  | 20:04                              | Івано-Франківськ                   | 08:42                              | —                                  |
| 09:16                              | —                                  | Київ                               | —                                  | 19:06                              |

Актуальний розклад руху вказано у розділі «Розклад руху призначених поїздів» на офіційному вебсайті «Укрзалізниці».
По прибутті до Івано-Франківська пасажири мають можливість здійснити пересадку на дизель-поїзд № 6438 до станції Коломия.
Нумерація вагонів при відправленні з Івано-Франківська від локомотива поїзда, з Києва — зі східної сторони вокзалу.

## Склад поїзда
Нічний швидкий поїзд «Стефанія Експрес» формуванням ПКВЧД-6 «Івано-Франківськ» Львівської залізниці, в обігу 2 склади з 20 вагонів різних класів комфортності:
- 9 купейних;
- 2 вагони класу Люкс;
- 9 плацкартних.

## Події
19 лютого 2014 року правоохоронцями був перевірений поїзд на станції Коростень через його мінування, через що поїзд прибув на кінцеву станцію на 4 години пізніше від розкладу руху.
3 лютого 2022 року приблизно о 01:00 на регульованому переїзді у місті Дубно пасажирський поїзд № 43 сполученням Київ — Івано-Франківськ зіткнувся з вантажівкою, водій якої виїхав на залізничний переїзд. Внаслідок інциденту травмовано машиніста поїзда та водія автівки. Пасажири поїзда не постраждали. За даними правоохоронних органів, водій вантажівки проігнорував звукову сигналізацію, оминув шлагбауми та виїхав на залізничний переїзд, до якого наближався пасажирський поїзд. Машиніст поїзда застосував екстрене гальмування, але уникнути зіткнення не вдалося, машиніст отримав тяжкі пошкодження і був доставлений до реанімаційного відділення місцевої лікарні. В ході аварії постраждав електровоз ЧС4-059 приписки локомотивного депо Київ-Пасажирський регіональної філії «Південно-Західна залізниця» АТ «Укрзалізниця». Поїзду № 43 Київ — Івано-Франківськ було замінено локомотив та відправлено за маршрутом, час затримки від розкладу руху становив понад 5 годин.
5 лютого 2022 року близько опівночі, на Львівщині на перегоні Щирець II — Миколаїв-Дністровський  поїзд № 44 «Івано-Франківськ — Київ» у складі 12 вагонів здійснив зіткнення з автомобілем Škoda Octavia, який застряг на колії за межами залізничного переїзду. Водій та пасажири Škoda Octavia при наближенні поїзда встигли покинути автомобіль, постраждалих не було. Через ДТП поїзд затримався в дорозі приблизно на півтори години.